# Linea T4 (rete tranviaria di Istanbul)
La linea T4, ufficialmente denominata Linea T4 Topkapı - Mescid-i Selam (in turco T4 Topkapı - Mescid-i Selam tramvay hattı) è è una linea di metropolitana leggera  facente parte della Rete tranviaria di Istanbul, in Turchia, gestita da Istanbul Ulaşım AŞ. Si estende da Topkapı verso nord fino a Mescid-i Selam, per un totale di 15,3 km. La linea T4 opera con il proprio diritto di passaggio in una strada mediana per la maggior parte del suo percorso, anche se con alcuni attraversamenti a livello, il che la rende tecnicamente una ferrovia leggera, sebbene l'operatore Metro Istanbul la classifichi come una linea tranviaria.
La prima sezione della linea T4 è stata inaugurata tra Edirnekapı e Mescid-i Selam il 12 settembre 2007. Un prolungamento a sud-ovest di Edirnekapı fino a Topkapı è stato inaugurato il 18 marzo 2009.
Le coincidenze con la linea M1 della metropolitana sono disponibili alla stazione di Vatan, mentre le coincidenze con la linea tranviaria T1 e il Metrobus di Istanbul sono disponibili alla stazione di Topkapı.

## Materiale rotabile

### ABB
Per un breve periodo di tempo, sono stati utilizzati gli ingombranti LRV ABB a pianale alto (simili a quelli utilizzati nella M1). Dopo l'aggiunta di materiale rotabile, tuttavia, questi treni sono stati spostati per operare sulla linea M1.

### Duewag
Si tratta di vecchi set B80S e B100S utilizzati dalla Stadtbahn di Colonia e acquistati nel 2007. Venivano utilizzati su entrambe le linee T1 e T4 (ma anche sulla linea ex-T2) e con l'arrivo dei tram Alstom Citadis, sulla linea T1 hanno iniziato a operare solo sulla linea T4.

### Hyundai Rotem LRV34
Dal 2008, sono in servizio 63 unità. Gli stessi veicoli sono utilizzati nella metropolitana di Adana. Essi sono molto simili alla classe LRTA 1100 di Manila, nelle Filippine.

### RTE
Più recentemente (dal 2014) vengono utilizzati anche nuovi tram a pianale alto costruiti dalla stessa Metro Istanbul (l'operatore). Durante il loro sviluppo, operavano sulla linea modelli intermedi (RTE 2000 e RTE 2009).